# LM.C
LM.C (エルエムシー) - också kända som Lovely-Mocochang.Com är en japansk duo som spelar en blandning av rock och elektronisk pop. Duon består av de två medlemmarna Maya och Aiji. 
Den 7 februari 2009 stannade LM.C till i Sverige på Tyrol i Stockholm under sin Europaturné.

## Medlemmar
- maya (まぁや) - gitarr, sång
- Aiji あいじ　- gitarr

### Supportband
- Hiko (ヒコ) - bas, gitarr
- Death-O (デスオ) - trummor
- JayKay (ジェイケイ) - keyboard
- DENKI-MAN (電気マン) - VJ

Supportband 2009
- mACKAz (マッカシ) - bas
- Death-O (デスオ) - trummor
- JayKay (ジェイケイ) - keyboard
- DENKI-MAN (電気マン) - VJ

Supportband 2010
- Ken (ケン) - bas
- Yuya (ユヤ) - trummor
- Jun (ジン) - keyboard
- DENKI-MAN (電気マン) - VJ

Supportband 2011/12
- mACKAz (マッカシ) - bas
- SASSY (サッシー) - drums
- NomNom (ノムノム) - keyboard
- DENKI-MAN (電気マン) - VJ

## Anime
LM.C har bidragit med 6 anime-soundtracks hittills.

☆Rock the LM.C☆ - Red Garden - ending

OH MY JULIET. - Red Garden - ending

BOYS & GIRLS - Katekyō Hitman Reborn! - opening

88 - Katekyō Hitman Reborn! - opening

「星の在処。-ホシノアリカ-」 -
The LOVE SONG

## Diskografi
Album och EPr
- Glitter Loud Box (03.07.2007) (Mini-Album)
- Gimmical Impact!! (11.05.2008)
- Super Glitter Loud Box (11.05.2008)
- Wonderful Wonderholic (03.03.2010)
- ☆★Best the LM.C☆★2006-2011 Singles (10.12.2011)
- Strong Pop (04.04.2012)
- LM.C B-Side BEST!! (08.05.2013)
- PERFECT FANTASY (02.12.2014) (Mini-Album)
- PERFECT RAINBOW (12.17.2014) (Mini-Album)
- Over The Fantasy, Under The Rainbow. (10.31.2015) (Team LM.C limited release)
- VEDA (21.12.2016)
- Future Sensation (08.08.2018)
- Brand New Songs (03.04.2020)

Singlar
- "Trailers (Gold)" (10.04.2006)
- "Trailers (Silver)" (10.04.2006)
- "Oh My Juliet." (01.31.2007)
- "Boys & Girls" (05.23.2007)
- "Liar Liar"/"Sentimental Piggy Romance" (10.10.2007)
- "Bell the Cat" (12.12.2007)
- "John" (02.20.2008)
- "88" (06.04.2008)
- "Punky❤Heart" (05.20.2009)
- "Ghost†Heart"  (11.04.2009)
- "Let Me' Crazy" (10.27.2010)
- "Super Duper Galaxy" (05.18.2011)
- "星の在処。(Hoshi no Arika)" (07.27.2011)
- "The Love Song" (10.12.2011)
- "Ah Hah!" (02.22.2012)
- "Double Dragon" (11.28.2012)
- "My Favorite Monster" (12.11.2013)
- "MONROEwalk" (03.16.2016)
- "レインメーカー (Rain Maker)" (07.20.2016)
- "ChainDreamers" (07.11.2018)
- "Campanella" (13.02.2020)
- "No Emotion" (28.02.2020)
- "Happy Zombies" (03.04.2020)

Covers
- "LUNA SEA MEMORIAL COVER ALBUM -Re:birth-" - "IN MY DREAM (WITH SHIVER)" (19 december 2007)

DVD
- "THE MUSIC VIDEOS" (4 juni 2008)
- ☆ROCK the PARTY☆ '08" (17 september 2008)
- "The Live Of WONDERFUL WONDERHOLIC" (28 juli 2010)
- "★Rock the Party★ 2012 - at NIPPON BUDOKAN" (16 maj 2012)
- "LM.C Yaon de FEVER MAX!!!" (7 september 2014) (begränsad Team LM.C utgåva)